# Звезде Гранда (9. сезона)
Девета сезона такмичења Звезде Гранда одржана је 2014/2015. године. Ово је прва сезона која је емитована на Првој српској телевизији и Телевизији Б92. Имала је стални музички жири који се састојао од Саше Поповића, Лепе Брене (по други и последњи пут), Жике Јакшића (последњи пут), Снежане Ђуришић, Драгана Стојковића Босанца, Шабана Шаулића, Зорице Брунцлик (последњи пут), Аце Лукаса и Ане Бекуте (која се први пут појавила као члан у овој сезони). Победник сезоне је Харис Берковић.

## Такмичари
Финалисти
- Харис Берковић из Градачца (прво место)
- Семир Јахић из Сребреника
- Филип Божиновски из Скопља
- Ален Хасановић из Прилепа
- Харун Мехмедагић из Брезе
- Биљана Сулимановић из Београда
- Сеад Хоџић из Сарајева
- Биљана Марковић из Београда
- Белма Каршић из Сарајева
- Тамара Драгић из Београда
- Марина Станкић из Београда
- Наида Бешлагић из Високог

## Након такмичења
Победник је добио стан и уговор са продукцијом о снимању албума, а другопласирани такмичар је добио аутомобил, остали финалисти добили су по песму објављену на заједничком цд-у. На диску се налази и песма групе Ђаволице јер су се у овој сезони такмичиле и Теодора Џехверовић и Горана Бабић.
Списак нових песама:
1. Кад сам био њен - Харис Берковић
2. Ћути и вози - Милан Динчић Динча и Ђаволице (Теодора Џехверовић, Горана Бабић[5] и Тамара Милутиновић)
3. С тобом сам хтио - Семир Јахић[6]
4. Токсична - Наида Бешлагић
5. Хајде ломи - Ален Хасановић
6. Љубав на граам - Тамара Драгић
7. Лоше нам се пише - Харун Мехемдагић[7]
8. Опатица - Биљана Марковић
9. Туго моја - Филип Божиновски[8]
10. Кад нормална полудим - Марина Станкић[9][10]
11. Чувај срце моје - Сеад Хоџић[11]
12. Коприво - Белма Каришић
13. Ја у живот твој нећу да се мешам - Ненад Милевски
14. Не треба ми ништа - Барбике[12]
15. Пиће за младиће - Ђаволице
16. Хеј љубави моја - Харис Берковић